# Vlečené rameno

Náprava s polovlečenými rameny

Náprava s vlečenými rameny (též úhlová kyvadlová náprava či vlečená náprava) je typ nápravy automobilu, kde je jedno nebo více ramen propojujících osu a rám vozu tak, že probíhají podle vozu podélně směrem dozadu (k od rámu k ose). Obvykle se používá jako zadní náprava. Tlačená ramena, jaká byla použita na vozu Citroën 2CV, spojují rám a osu obráceným způsobem, tedy směrem vpřed. Toto se používá pro přední nápravu.
Konstrukce náprav s vlečenými rameny na poháněných nápravách často využívá dva až tři prvky a Panhardovu tyč pro příčné usazení kola. Vlečená ramena mohou být také použita pro nezávisle odpruženou nápravu. Každý závěs kola je upevněn pouze na velkém, přibližně trojúhelníkovém rameni, které se otáčí okolo jednoho bodu před kolem. Při pohledu ze strany je toto rameno zhruba rovnoběžné se zemí, s úhlem měnícím se podle nerovností vozovky.
Náprava s polovlečenými rameny je systém nezávisle odpružené zadní nápravy pro automobily, kde je závěs kola umístěn na velkém, přibližně trojúhelníkovém rameni, které se otáčí okolo dvou bodů. Při pohledu shora je osa tvořená body otáčení někde mezi rovnoběžkou a kolmicí k ose vozu; je přibližně rovnoběžná se zemí.
Náprava s vlečenými rameny a víceprvková náprava se mnohem častěji používají jako zadní nápravy, kde umožňují plošší podlahu a větší prostor pro náklad. Mnoho malých vozidel s poháněnou přední nápravou má vpředu nápravu MacPherson a vzadu nápravu s vlečenými rameny.